# Liste der ÖKOLOG-Schulen in Niederösterreich
Diese Liste enthält  alle ÖKOLOG-Schulen in Niederösterreich.

## Volksschule
| Schule                                                          | Adresse                                         | ÖKOLOG-Schule seit | Nachhaltigkeit im Leitbild der Schule | Quelle     |
| --------------------------------------------------------------- | ----------------------------------------------- | ------------------ | ------------------------------------- | ---------- |
| Mary Ward Privatvolksschule St. Pölten                          | Schneckgasse 3 3100 St. Pölten                  | 20. Dezember 2011  | Ja                                    | oekolog.at |
| PVS Gleiß                                                       | Waidhofnerstr. 22 3332 Rosenau                  | 2. Juli 2009       | Ja                                    | oekolog.at |
| PVS Schiltern                                                   | Schulgasse 8 3553 Schiltern                     | 18. Februar 2015   | Ja                                    | oekolog.at |
| Praxisvolksschule der KPH Wien/Krems, Campus Krems-Mitterau     | Dr. Gschmeidlerstraße 28 3500 Krems/Donau       | 1. Oktober 2012    |                                       | oekolog.at |
| Praxisvolksschule der Pädagogischen Hochschule Niederösterreich | Mühlgasse 67 2500 Baden                         | 18. September 2012 | Ja                                    | oekolog.at |
| Schule für Lebendiges Lernen                                    | Dammstraße, 9 2100 Korneuburg                   | 20. September 2017 |                                       | oekolog.at |
| VOLKSSCHULE KREMS-HAFNERPLATZ                                   | Hafnerplatz 1 3500 Krems                        | 22. Oktober 2018   | Ja                                    | oekolog.at |
| VS Alland                                                       | Heiligenkreuzerstraße 151 2534 Alland           | 9. Mai 2022        | Ja                                    | oekolog.at |
| VS Böheimkirchen                                                | Am Berg 4 3071 Böheimkirchen                    | 10. Februar 2009   | Ja                                    | oekolog.at |
| VS Ennsdorf                                                     | Ziegelgasse 4b 4482 Ennsdorf                    | 13. Oktober 2008   | Ja                                    | oekolog.at |
| VS Enzersdorf-Margarethen                                       | Schlossgasse 4 2431 Enzersdorf/Fischa           | 21. Mai 2019       |                                       | oekolog.at |
| VS Gaweinstal                                                   | Schulstraße 4 2191 Gaweinstal                   | 25. Mai 2012       |                                       | oekolog.at |
| VS Gföhl                                                        | Ernest Thum Straße 4 3542 Gföhl                 | 12. März 2019      | Ja                                    | oekolog.at |
| VS Großharras                                                   | Nr. 52 2034 Großharras                          | 23. September 2013 | Ja                                    | oekolog.at |
| VS Hinterbrühl Naturparkschule Sparbach                         | Beethovengasse 4 2371 Hinterbrühl               | 6. Oktober 2010    |                                       | oekolog.at |
| VS Kreuzäckergasse Ternitz                                      | Kreuzäckergasse 9 2630 Ternitz                  | 28. Juni 2022      | Ja                                    | oekolog.at |
| VS Königstetten                                                 | Johann-Gruber-Promenade 31-35 3433 Königstetten | 20. Februar 2023   | Ja                                    | oekolog.at |
| VS Langenzersdorf                                               | Steyrergasse 22 2103 Langenzersdorf             | 13. Juli 2020      |                                       | oekolog.at |
| VS Leiben                                                       | Hauptstr. 11 3652 Leiben                        | 5. November 2018   | Ja                                    | oekolog.at |
| VS Neunkirchen-Steinfeld                                        | Dittrichstraße 12 2620 Neunkirchen              | 25. Oktober 2022   |                                       | oekolog.at |
| VS Otto Glöckel                                                 | Otto Glöckel - Straße 1 3100 St. Pölten         | 4. Juli 2017       | Ja                                    | oekolog.at |
| VS Pressbaum                                                    | Hauptstr. 77 3021 Pressbaum                     | 10. Februar 2009   | Ja                                    | oekolog.at |
| VS Sallingberg                                                  | Schulgasse 3 3525 Sallingberg                   | 4. November 2015   | Ja                                    | oekolog.at |
| VS Schönau                                                      | Friedhofstr. 9 2525 Schönau an der Triesting    | 15. Oktober 2015   | Ja                                    | oekolog.at |
| VS St. Valentin Langenhart                                      | Werkstraße 22 4300 St. Valentin                 | 15. November 2007  | Ja                                    | oekolog.at |
| VS Traiskirchen                                                 | Karl-Hilber-Straße 1 2514 Traiskirchen          | 3. April 2023      |                                       | oekolog.at |
| VS Wang                                                         | Unterer Markt 16 3262 Wang                      | 29. Juni 2016      |                                       | oekolog.at |
| VS Ziersdorf                                                    | Erlenaugasse 10 3710 Ziersdorf                  | 9. Oktober 2019    |                                       | oekolog.at |
| VS-Ebreichsdorf                                                 | Schulgasse 2 2483 Ebreichsdorf                  | 2. Dezember 2021   |                                       | oekolog.at |
| Volksschule 1 Guntramsdorf                                      | Hauptstraße 35 2353 Guntramsdorf                | 15. Mai 2006       | Ja                                    | oekolog.at |
| Volksschule Baden - Radetzkystraße                              | Radetzkystraße 14 2500 Baden                    | 27. Oktober 2015   | Ja                                    | oekolog.at |
| Volksschule Emmersdorf                                          | Schulgasse 1 3644 Emmersdorf/Donau              | 13. Februar 2006   |                                       | oekolog.at |
| Volksschule Gastern                                             | Hauptstraße 4 3852 Gastern                      | 21. Januar 2014    | Ja                                    | oekolog.at |
| Volksschule Hardegg - Pleissing                                 | Pleissing 84 2083 Pleissing                     | 4. September 2007  |                                       | oekolog.at |
| Volksschule Himberg                                             | Kirchenplatz 1 2325 Himberg                     | 1. Dezember 2022   |                                       | oekolog.at |
| Volksschule Horn                                                | Ferdinand-Kurz-Gasse 24 3580 Horn               | 23. November 2004  | Ja                                    | oekolog.at |
| Volksschule Kautzen                                             | Waidhofnerstraße 11 3851 Kautzen                | 28. Mai 2013       |                                       | oekolog.at |
| Volksschule Kottingbrunn                                        | Franz-Nagl-Gasse 20 2542 Kottingbrunn           | 15. Januar 2003    | Ja                                    | oekolog.at |
| Volksschule Lanzendorf                                          | Schulgasse 2 2326 Lanzendorf                    | 31. Mai 2006       | Ja                                    | oekolog.at |
| Volksschule Leopoldsdorf                                        | Hauptstrasse 30 2333 Leopoldsdorf               | 31. Januar 2005    | Ja                                    | oekolog.at |
| Volksschule Lichtenau                                           | Lichtenau 64 3522 Lichtenau im Waldviertel      | 12. März 2019      | Ja                                    | oekolog.at |
| Volksschule Loosdorf                                            | Otto Glöckelstraße 6 - 8 3382 Loosdorf          | 13. März 2008      | Ja                                    | oekolog.at |
| Volksschule Mauerbach                                           | Hauptstraße 250 3001 Mauerbach                  | 13. März 2008      | Ja                                    | oekolog.at |
| Volksschule Obritzberg-Rust                                     | Schulgasse 5 3123 Großrust                      | 28. Mai 2018       | Ja                                    | oekolog.at |
| Volksschule Persenbeug                                          | Rollfährestraße 15 3680 Persenbeug              | 12. Mai 2009       | Ja                                    | oekolog.at |
| Volksschule Pfaffenschlag                                       | Pfaffenschlag 32 3834 Pfaffenschlag             | 21. Januar 2014    | Ja                                    | oekolog.at |
| Volksschule Purkersdorf                                         | Schwarzhubergasse 7 3002 Purkersdorf            | 12. Juni 2008      |                                       | oekolog.at |
| Volksschule Randegg                                             | Taborweg 4 3263 Randegg                         | 27. März 2023      |                                       | oekolog.at |
| Volksschule St. Aegyd a.N.                                      | Kirchenplatz 6 3193 St. Aegyd                   | 24. Oktober 2007   | Ja                                    | oekolog.at |
| Volksschule Thaya                                               | Hauptstraße 8 3842 Thaya                        | 21. Januar 2014    |                                       | oekolog.at |
| Volksschule Tullnerbach                                         | Norbertinumstraße 9 3013 Tullnerbach            | 17. Oktober 2011   |                                       | oekolog.at |
| Volksschule Weitersfeld                                         | 268 2084 Weitersfeld                            | 4. Mai 2010        |                                       | oekolog.at |
| Volksschule Wolfsbach                                           | Schulstraße 2 3354 Wolfsbach/Amst.              | 4. September 2007  | Ja                                    | oekolog.at |
| Volksschule Wolfsthal/Berg                                      | Bahnhofstraße 6E 2412 Wolfsthal                 | 16. Juni 2021      |                                       | oekolog.at |
| Volksschule Wölbling                                            | Oberer Markt 15 3124 Oberwölbling               | 29. Mai 2018       | Ja                                    | oekolog.at |
| Volksschule Würflach                                            | Neunkirchnerstraße 76 2732 Würflach             | 29. Januar 2000    | Ja                                    | oekolog.at |
| Volksschule Ybbs an der Donau                                   | Prof. Wirtingergasse 1 3370 Ybbs an der Donau   | 4. Juni 2019       | Ja                                    | oekolog.at |
| ÖKO-Volksschule Wienerwald                                      | Gaadnerstraße 24 2393 Sittendorf b.Wien         | 27. März 2006      | Ja                                    | oekolog.at |
| Öffentliche Volksschule Hyrtlplatz mit Tagesbetreuung           | Hyrtlplatz 2 2340 Mödling                       | 25. Oktober 2011   |                                       | oekolog.at |

## Mittelschule
| Schule                                                    | Adresse                                          | ÖKOLOG-Schule seit | Nachhaltigkeit im Leitbild der Schule | Quelle     |
| --------------------------------------------------------- | ------------------------------------------------ | ------------------ | ------------------------------------- | ---------- |
| Aktiv-Mittelschule Hohenruppersdorf                       | Marktplatz 38 u. 40 2223 Hohenruppersdorf        | 31. Mai 2006       |                                       | oekolog.at |
| EMS Schwadorf                                             | Obere Umfahrungsstraße 16 2432 Schwadorf         | 24. Januar 2018    | Ja                                    | oekolog.at |
| EMS Strasshof                                             | Schönkirchnerstraße 5 2231 Strasshof             | 14. April 2011     |                                       | oekolog.at |
| Gesund-Aktiv-Mittelschule Ravelsbach                      | Neugasse 3 3720 Ravelsbach                       | 12. März 2020      | Ja                                    | oekolog.at |
| Informatik Mittelschule                                   | Schulgasse 5 2544 Leobersdorf                    | 16. Januar 2020    |                                       | oekolog.at |
| Informatik-MS Stockerau                                   | Schulweg 1 2000 Stockerau                        | 2. November 2009   |                                       | oekolog.at |
| Jupiter Dolichenus NÖMS Mauer, Amstetten                  | Hausmeningerstr. 6 3362 Mauer                    | 6. Mai 2019        |                                       | oekolog.at |
| Kreativ Mittelschule Stockerau                            | Judithastraße 1 2000 Stockerau                   | 23. Juli 2009      |                                       | oekolog.at |
| MINT MS Sieghartskirchen                                  | Tullnerstraße 1 3443 Sieghartskirchen            | 24. Januar 2023    |                                       | oekolog.at |
| MS Berndorf                                               | Margaretenplatz 2 2560 Berndorf                  | 27. November 2006  | Ja                                    | oekolog.at |
| MS Dr. Theodor Körner 1                                   | Johann Gasser-Straße 7 3100 St. Pölten           | 8. Juli 2020       |                                       | oekolog.at |
| MS Gföhl                                                  | Jaidhofer Gasse 18 3542 Gföhl                    | 23. Oktober 2014   | Ja                                    | oekolog.at |
| MS Hohenau                                                | Schulgasse 1 2273 Hohenau an der March           | 29. November 2018  |                                       | oekolog.at |
| MS Kautzen                                                | Waidhofnerstraße 11 3851 Kautzen                 | 25. März 2013      |                                       | oekolog.at |
| MS Langenlois                                             | Kaserngasse 2 3550 Langenlois                    | 19. November 2015  |                                       | oekolog.at |
| MS Oberndorf an der Melk                                  | Schulstraße 5 3281 Oberndorf an der Melk         | 27. Januar 2020    | Ja                                    | oekolog.at |
| MS Pöggstall                                              | Schulstraße 3 3650 Pöggstall                     | 5. Februar 2018    |                                       | oekolog.at |
| MS Ramingtal                                              | Ramingtal 30 4442 St. Peter in der Au            | 13. Mai 2019       |                                       | oekolog.at |
| MS Scheiblingkirchen                                      | Schulgasse 100 2831 Scheiblingkirchen            | 20. April 2021     | Ja                                    | oekolog.at |
| MS Schwechat Frauenfeld                                   | Europaplatz 1 2320 SCHWECHAT                     | 25. Mai 2012       |                                       | oekolog.at |
| MS St. Georgen am Steinfelde                              | Kirchengasse 1a 3151 St. Georgen am Steinfelde   | 6. Oktober 2021    | Ja                                    | oekolog.at |
| MS Stift Zwettl                                           | Stift Zwettl 12 3910 Zwettl                      | 10. Juli 2017      | Ja                                    | oekolog.at |
| MS Wolfsbach                                              | Schulstraße 2 3354 Wolfsbach                     | 27. April 2010     | Ja                                    | oekolog.at |
| MS für Musik und Ökologie Gmünd                           | Schulgasse 1 3950 Gmünd                          | 23. Februar 2012   | Ja                                    | oekolog.at |
| Mary Ward Privatmittelschule St. Pölten                   | Schneckgasse 3 3100 St. Pölten                   | 29. Januar 2008    | Ja                                    | oekolog.at |
| Mittelschule Gars am Kamp                                 | Haanstraße 450 3571 Gars am Kamp                 | 14. Januar 2005    | Ja                                    | oekolog.at |
| Mittelschule Himberg                                      | Kirchenplatz 2 2325 Himberg                      | 13. März 2018      |                                       | oekolog.at |
| Mittelschule Neustadtl/D.                                 | Feldgasse 3323 Neustadtl/D.                      | 9. Mai 2022        |                                       | oekolog.at |
| Mittelschule und Musikmittelschule Auersthal              | Schulring 18 2214 Auersthal                      | 11. Dezember 2019  | Ja                                    | oekolog.at |
| Musikmittelschule Gresten                                 | Schulstraße 18 3264 Gresten                      | 5. Juni 2018       |                                       | oekolog.at |
| Musikmittelschule Weissenbach an der Triesting            | Hollergasse 46 2564 Weissenbach an der Triesting | 3. Februar 2020    |                                       | oekolog.at |
| NNÖMS St.Aegyd                                            | Pfarrsiedlung 1 3193 St. Aegyd                   | 13. März 2008      | Ja                                    | oekolog.at |
| NNöMS Gaweinstal                                          | Schulstraße 2 2191 Gaweinstal                    | 17. September 2012 |                                       | oekolog.at |
| Nachhaltige MS Loosdorf                                   | Otto-Glöckel-Str. 6-8 3382 Loosdorf              | 11. Oktober 2022   | Ja                                    | oekolog.at |
| Naturparkmittelschule Emmersdorf                          | Schulgasse 2 3644 Emmersdorf                     | 6. Juni 2018       |                                       | oekolog.at |
| Niederösterreichische Mittelschule Zöbern                 | Schulstraße 1 2871 Zöbern                        | 16. Januar 2003    |                                       | oekolog.at |
| NÖ - Mittelschule St.Peter/Au                             | Vogelhändlerplatz 4 3352 St.Peter/Au             | 20. Februar 2017   |                                       | oekolog.at |
| NÖ Informatikmittelschule Orth an der Donau               | Schlossplatz 4 2304 Orth an der Donau            | 28. September 2021 |                                       | oekolog.at |
| NÖ Mittelschule Frankenfels                               | Markt 13 3213 Frankenfels                        | 2. Oktober 2014    |                                       | oekolog.at |
| NÖ Mittelschule Seitenstetten-Biberbach                   | Amstettnerstraße 29 3353 Seitenstetten           | 1. März 2021       | Ja                                    | oekolog.at |
| NÖ Mittelschule Weitersfeld                               | Weitersfeld 154 2084 Weitersfeld                 | 4. Mai 2010        |                                       | oekolog.at |
| NÖ Sportmittelschule Laa an der Thaya                     | Anton-Brucknerstraße 1-3 2136 Laa an der Thaya   | 12. November 2009  | Ja                                    | oekolog.at |
| NÖ ÖKO MS Ernstbrunn                                      | Laaerstraße 1 2115 Ernstbrunn                    | 2. Januar 2006     |                                       | oekolog.at |
| NÖMS Allhartsberg                                         | Markt 50 3365 Allhartsberg                       | 19. Oktober 2015   |                                       | oekolog.at |
| NÖMS Hadres                                               | Hadres 80 2061 Hadres                            | 10. März 2020      | Ja                                    | oekolog.at |
| NÖMS Haugsdorf                                            | Hauptstraße 1 2054 Haugsdorf                     | 10. März 2020      | Ja                                    | oekolog.at |
| NÖMS Hohenberg                                            | Obere Hauptstraße 5 3192 Hohenberg               | 4. September 2007  | Ja                                    | oekolog.at |
| NÖMS Krems                                                | Edmund Hofbauerstraße 9 3500 Krems               | 27. März 2017      |                                       | oekolog.at |
| NÖMS Martinsberg; Schwerpunkt: HOLZ - Wald und Wirtschaft | Weinsbergstraße 2 3664 Martinsberg               | 22. Januar 2018    |                                       | oekolog.at |
| NÖMS und MMS Herzogenburg                                 | Schillerring 19 3130 Herzogenburg                | 12. Mai 2014       | Ja                                    | oekolog.at |
| Ostarrichi MS Neuhofen/Ybbs                               | Hauptstraße 2l 3364 Neuhofen/Ybbs                | 22. Oktober 2019   |                                       | oekolog.at |
| PMS Gleiß                                                 | Waidhofnerstraße 22 3332 Rosenau                 | 14. April 2011     |                                       | oekolog.at |
| Private Mittelschule der Franziskanerinnen Zwettl         | Klosterstraße 10 3910 Zwettl                     | 24. Februar 2020   | Ja                                    | oekolog.at |
| SMS Wölbling                                              | Oberer Markt 15 3124 Oberwölbling                | 28. April 2016     |                                       | oekolog.at |
| SPITZen SCHULEN                                           | Rote-Tor-Gasse 3 3620 Spitz                      | 18. Juli 2022      | Ja                                    | oekolog.at |
| Schulzentrum Asparn an der Zaya                           | Schulgasse 12 2151 Asparn an der Zaya            | 20. Januar 2020    | Ja                                    | oekolog.at |
| Sport-Mittelschule Gloggnitz                              | Richtergasse 6 2640 Gloggnitz                    | 27. Februar 2020   |                                       | oekolog.at |
| ÖKO-Mittelschule Pöchlarn                                 | Nibelungenstraße 5 3380 Pöchlarn                 | 29. Januar 2003    | Ja                                    | oekolog.at |

## Allgemein bildende höhere Schule
| Schule                                                           | Adresse                                   | ÖKOLOG-Schule seit | Nachhaltigkeit im Leitbild der Schule | Quelle     |
| ---------------------------------------------------------------- | ----------------------------------------- | ------------------ | ------------------------------------- | ---------- |
| BG, BRG, BAG, BARG Horn                                          | Puechhaimgasse 21 3580 Horn               | 26. März 2014      |                                       | oekolog.at |
| BG Bachgasse Mödling                                             | Untere Bachgasse 8 2340 Mödling           | 15. Januar 2003    | Ja                                    | oekolog.at |
| BG/BRG Berndorf                                                  | Sportpromenade 19 2560 Berndorf           | 1. April 2005      | Ja                                    | oekolog.at |
| BG/BRG Klosterneuburg                                            | Buchberggasse 31 3400 Klosterneuburg      | 15. Januar 2020    |                                       | oekolog.at |
| BG/BRG Purkersdorf                                               | Herrengasse 4 3002 Purkersdorf            | 15. Januar 2003    |                                       | oekolog.at |
| Bundesgymnasium und Bundesrealgymnasium Tulln                    | Donaulände 72 3430 Tulln                  | 2. April 2019      |                                       | oekolog.at |
| BG/BRG Wieselburg                                                | Erlaufpromenade 1 3252 Wieselburg         | 6. Mai 2019        |                                       | oekolog.at |
| BORG Deutsch-Wagram                                              | Schulallee 4 2232 Deutsch-Wagram          | 22. Februar 2022   | Ja                                    | oekolog.at |
| BORG Mistelbach                                                  | Brennerweg 8 2130 Mistelbach              | 15. November 2007  |                                       | oekolog.at |
| BRG Waidhofen/Ybbs                                               | Schillerplatz 1 3340 Waidhofen/Ybbs       | 8. Oktober 2001    | Ja                                    | oekolog.at |
| Bundesgymnasium und Bundesrealgymnasium Waidhofen an der Thaya   | Gymnasiumstraße 1 3830 Waidhofen/Thaya    | 1. Oktober 2015    | Ja                                    | oekolog.at |
| Gymnasium und Realgymnasium Sachsenbrunn                         | Sachsenbrunn 52 2880 Kirchberg am Wechsel | 20. September 2017 |                                       | oekolog.at |
| Gymnasium Wolkersdorf                                            | Withalmstraße 2120 Wolkersdorf            | 8. Mai 2023        | Ja                                    | oekolog.at |
| Klemens-Maria-Hofbauer-Gymnasium-Katzelsdorf                     | Eichbüchler Straße 97 2801 Katzelsdorf    | 10. Oktober 2016   |                                       | oekolog.at |
| Mary Ward Privatgymnasium und Oberstufenrealgymnasium St. Pölten | Schneckgasse 3 3100 St. Pölten            | 14. November 2012  |                                       | oekolog.at |
| PGRG Sacré Coeur Pressbaum                                       | Klostergasse 12 3021 Pressbaum            | 5. Mai 2021        | Ja                                    | oekolog.at |
| Wienerwaldgymnasium Tullnerbach                                  | Norbertinumstraße 9A 3013 Tullnerbach     | 20. Dezember 2010  | Ja                                    | oekolog.at |

## Berufsbildende Schulen
| Schule                                                                                | Adresse                                     | ÖKOLOG-Schule seit | Nachhaltigkeit im Leitbild der Schule | Quelle     |
| ------------------------------------------------------------------------------------- | ------------------------------------------- | ------------------ | ------------------------------------- | ---------- |
| BASOP/BAfEP St. Pölten                                                                | Dr. Theodor Körner-Straße 8 3100 St. Pölten | 2. Februar 2023    | Ja                                    | oekolog.at |
| BHAK und BHAS BADEN, BHAK f. BT                                                       | Mühlgasse 65 2500 Baden                     | 2. Dezember 2008   | Ja                                    | oekolog.at |
| Bundeshandelsakademie Laa an der Thaya                                                | Anton-Bruckner-Straße 39 2136 Laa/Thaya     | 27. November 2006  | Ja                                    | oekolog.at |
| BHAK/BHAS Zwettl                                                                      | Hammerweg 1 3910 Zwettl                     | 1. Dezember 2010   |                                       | oekolog.at |
| BHAK/BHAS Krems                                                                       | Langenloiser Straße 22 3500 Krems           | 21. März 2017      | Ja                                    | oekolog.at |
| Bergbauernschule Hohenlehen                                                           | Garnberg 8 3343 Hollenstein/Ybbs            | 17. März 2009      | Ja                                    | oekolog.at |
| Bildungszentrum für Pferdewirtschaft Norbertinum                                      | Norbertinumstr. 9 3013 Tullnerbach          | 12. November 2009  | Ja                                    | oekolog.at |
| Bundeshandelsakademie Horn                                                            | Gartengasse 1 3580 Horn                     | 5. Juli 2017       | Ja                                    | oekolog.at |
| Bundeshandelsakademie und Bundeshandelsschule Gänserndorf                             | Hans-Kudlich Gasse 30 2230 Gänserndorf      | 7. Juli 2015       |                                       | oekolog.at |
| Fachschule Unterleiten                                                                | Dornleiten 1 3343 Hollenstein/Ybbs          | 19. Januar 2010    | Ja                                    | oekolog.at |
| Fachschule für Betriebs- und Haushaltsmanagement Bedeutsames Fachgebiet Tourismus     | Schloss 1 3631 Ottenschlag                  | 26. September 2005 |                                       | oekolog.at |
| Fachschule für Sozialberufe Gleiss                                                    | Waidhofnerstraße 22 3332 Gleiß              | 9. Dezember 2003   | Ja                                    | oekolog.at |
| Gartenbauschule Langenlois                                                            | Am Rosenhügel 15 3550 Langenlois            | 29. Januar 2008    |                                       | oekolog.at |
| HBLA für Landwirtschaft und Ernährung                                                 | Schlossbergstraße 3454 Sitzenberg-Reidling  | 29. Januar 2008    | Ja                                    | oekolog.at |
| HLM HLW Krems                                                                         | Kasernstraße 6 3500 Krems                   | 29. Januar 2008    | Ja                                    | oekolog.at |
| HLUW Yspertal                                                                         | Am Campus 1 3683 Yspertal                   | 31. Mai 2006       | Ja                                    | oekolog.at |
| HLW Haag                                                                              | Wiener Straße 2 3350 Haag                   | 5. Oktober 2007    | Ja                                    | oekolog.at |
| Höhere Lehranstalt für wirtschaftliche Berufe Wiener Neustadt                         | Burgplatz 1 2700 Wr. Neustadt               | 7. August 2006     |                                       | oekolog.at |
| HLW und FW Horn                                                                       | Gartengasse 1 3580 Horn                     | 15. November 2005  | Ja                                    | oekolog.at |
| HTL Hollabrunn                                                                        | Anton Ehrenfriedstraße 10 2020 Hollabrunn   | 11. Juni 2012      | Ja                                    | oekolog.at |
| HTL Mödling                                                                           | Technikerstr. 1-5 2340 Mödling              | 23. Juni 2016      |                                       | oekolog.at |
| HTL St. Pölten                                                                        | Waldstraße 3 3100 St. Pölten                | 23. April 2013     |                                       | oekolog.at |
| HTL-Baden, Malerschule Leesdorf                                                       | Leesdorfer Hauptstraße 69 2500 Baden        | 21. Februar 2008   | Ja                                    | oekolog.at |
| HAK/HAS Tulln                                                                         | Donaulände 64 3430 Tulln                    | 24. September 2018 | Ja                                    | oekolog.at |
| Höhere Bundeslehranstalt für Tourismus                                                | Seeweg 2 2070 Retz                          | 28. Februar 2013   | Ja                                    | oekolog.at |
| Höhere Bundeslehranstalt und Bundesamt für Wein- und Obstbau                          | Wiener Str. 74 3400 Klosterneuburg          | 28. November 2007  | Ja                                    | oekolog.at |
| Höhere Lehranstalt für wirtschaftliche Berufe Frohsdorf                               | Wiener Neustädter Str.74 2821 Lanzenkirchen | 8. September 2005  |                                       | oekolog.at |
| LFS Krems - Wein- und Obstbauschule Krems                                             | Wienerstr. 101 3500 Krems                   | 26. März 2010      |                                       | oekolog.at |
| Landesberufsschule Laa/Thaya                                                          | Wehrgärten 3 2136 Laa/Thaya                 | 5. November 2018   |                                       | oekolog.at |
| Landesberufsschule Waldegg                                                            | Waldegg 41 2754 Waldegg                     | 22. Oktober 2015   |                                       | oekolog.at |
| Landwirtschaftliche Fachschule Hollabrunn                                             | Sonnleitenweg 2 2020 Hollabrunn             | 26. März 2010      | Ja                                    | oekolog.at |
| Landwirtschaftliche Fachschule Mistelbach                                             | Winzerschulgasse 50 2130 Mistelbach         | 27. Mai 2009       | Ja                                    | oekolog.at |
| Landwirtschaftliche Fachschule Obersiebenbrunn                                        | Feldhofstraße 6 2283 Obersiebenbrunn        | 12. November 2009  | Ja                                    | oekolog.at |
| Landwirtschaftliche Fachschule Pyhra                                                  | Kyrnbergstraße 4 3143 Pyhra                 | 22. Oktober 2007   | Ja                                    | oekolog.at |
| Landwirtschaftliche Fachschule Warth                                                  | Aichhof 1 2831 Warth                        | 5. März 2009       | Ja                                    | oekolog.at |
| Landwirtschaftliche Fachschule Zwettl                                                 | Edelhof 2 3910 Zwettl                       | 5. März 2009       | Ja                                    | oekolog.at |
| Mostviertler Bildungshof Gießhübl                                                     | Gießhübl 7 3300 Amstetten                   | 19. November 2009  | Ja                                    | oekolog.at |
| SZE St. Pölten                                                                        | Eybnerstraße 23 3100 St. Pölten             | 26. September 2012 | Ja                                    | oekolog.at |
| Schulen für wirtschaftliche und soziale Berufe des Schulvereins Marienschwestern Erla | Klein Erla 1 4303 St. Pantaleon-Erla        | 6. Oktober 2006    |                                       | oekolog.at |
| Schulzentrum Gmünd                                                                    | Otto-Glöckel-Straße 6 3950 Gmünd            | 25. April 2022     |                                       | oekolog.at |
| Tourismusschule HLF Krems                                                             | Langenloiserstraße 22 3500 Krems            | 17. Oktober 2011   | Ja                                    | oekolog.at |
| Wirtschafts.Akademie.Waidhofen/Thaya                                                  | Vitiser Str. 17 3830 Waidhofen/Thaya        | 1. März 2021       |                                       | oekolog.at |

## Pädagogische Hochschule
| Schule                                   | Adresse                 | ÖKOLOG-Schule seit | Nachhaltigkeit im Leitbild der Schule | Quelle     |
| ---------------------------------------- | ----------------------- | ------------------ | ------------------------------------- | ---------- |
| Pädagogische Hochschule Niederösterreich | Mühlgasse 67 2500 Baden | 29. Oktober 2019   |                                       | oekolog.at |

## Sonstige Schulformen
| Schule                                                                | Adresse                                          | ÖKOLOG-Schule seit | Nachhaltigkeit im Leitbild der Schule | Quelle     |
| --------------------------------------------------------------------- | ------------------------------------------------ | ------------------ | ------------------------------------- | ---------- |
| ASO Schwechat                                                         | Schrödlgasse 1 2320 Schwechat                    | 4. September 2007  |                                       | oekolog.at |
| ASO St. Pölten-Nord                                                   | Heinrich Schneidmadlstraße 10 3100 St. Pölten    | 7. Juni 2016       |                                       | oekolog.at |
| ASO St. Pölten-Mitte                                                  | Hans-Schickelgruber-Straße 7 3100 St. Pölten     | 29. Mai 2019       |                                       | oekolog.at |
| ASO Stockerau                                                         | Schießstattgasse 18 2000 Stockerau               | 13. Oktober 2008   |                                       | oekolog.at |
| Allgemeine Sonderschule Loosdorf                                      | Otto Glöckel Str. 6 -8 3382 Loosdorf             | 12. Juni 2008      | Ja                                    | oekolog.at |
| Allgemeine Sonderschule Neulengbach (Standort St. Christophen)        | Schulgasse 19 3051 St. Christophen               | 20. April 2020     |                                       | oekolog.at |
| Allgemeine Sonderschule Scheibbs                                      | Schulgasse 7 3270 Scheibbs                       | 21. Mai 2014       |                                       | oekolog.at |
| Allgemeine Sonderschule Waidhofen/Thaya                               | Gymnasiumstraße 6 3830 Waidhofen/Thaya           | 10. Juli 2017      |                                       | oekolog.at |
| Freiraumschule Kritzendorf                                            | Herzogenburgergasse 13 3420 Kritzendorf          | 6. März 2015       |                                       | oekolog.at |
| Galemo Privatschule für ganzheitliches Lernen nach Maria Montessori   | Aufeldgasse 27A 3400 Klosterneuburg              | 7. August 2006     |                                       | oekolog.at |
| Integratives Montessori Atelier - Volksschule und Sekundarstufe       | Herzogenburgerstraße 68 3100 St. Pölten          | 2. Juli 2009       |                                       | oekolog.at |
| Lernwerkstatt im Wasserschloss                                        | Josef Trauttmansdorff-Straße 10 3140 Pottenbrunn | 22. Mai 2013       |                                       | oekolog.at |
| Maximilianschule - Heilstättenschule                                  | Europaallee 1 2700 Wiener Neustadt               | 7. September 2022  |                                       | oekolog.at |
| Montessorischule Unterwaltersdorf                                     | Hauptplatz 2442 Unterwaltersdorf                 | 23. Januar 2015    |                                       | oekolog.at |
| Mostviertler Montessorischule                                         | Gutenbergstraße 2 3300 Amstetten                 | 2. Juli 2009       | Ja                                    | oekolog.at |
| Neue Schule, Verein Bildungshof, Eichgraben                           | Furth 8 3032 Eichgraben                          | 14. Dezember 2006  |                                       | oekolog.at |
| PTS Hollabrunn                                                        | Kornhergasse 1 2020 Hollabrunn                   | 15. Januar 2019    | Ja                                    | oekolog.at |
| PTS St. Pölten                                                        | Hans-Schickelgruber-Straße 7 3100 St. Pölten     | 23. Oktober 2019   |                                       | oekolog.at |
| Polytechnische Schule Zwettl                                          | Groß Gerungserstraße 34 3910 Zwettl              | 12. Juni 2012      |                                       | oekolog.at |
| Rudolf Steiner Landschule Schönau                                     | Kirchengasse 22 2525 Schönau/Triesting           | 27. November 2006  | Ja                                    | oekolog.at |
| Sonderschule Rogatsboden, Schule für Kinder mit erhöhtem Förderbedarf | Rogatsboden 27 3251 Purgstall a. d. Erlauf       | 20. Januar 2003    | Ja                                    | oekolog.at |
| Waldschule - Sonderschule für Körperbehinderte Kinder                 | Im Föhrenwald 3 2700 Wr. Neustadt                | 23. Juni 2003      | Ja                                    | oekolog.at |
| pts – Schule für Technik und Wirtschaft                               | Gymnasiumstraße 4 3830 Waidhofen an der Thaya    | 19. März 2018      |                                       | oekolog.at |

Stand: 5/2023